# Dorotea (đô thị)
Đô thị Dorotea (Dorotea kommun) là một đô thị ở hạt Västerbotten, phía bắc Thụy Điển, với thành phố Dorotea là thủ phủ.
Khi luật về chính quyền địa phương được áp dụng ở Thụy Điển năm 1863, giáo khu Dorotea đã được lập thành đô thị nông nghiệp. Năm 1974, nó được nhập vào Åsele (đô thị). Đến năm 1980, đô thị này được tách và lập đô thị Dorotea. Đây là đô thị ít dân nhất trong các đô thị Thụy Điển.